# Homorodu de Jos
Homorodu de Jos – wieś w Rumunii, w okręgu Satu Mare, w gminie Homoroade. W 2011 roku liczyła 353 mieszkańców. 